# Neohybos derodactylus
Neohybos derodactylus är en tvåvingeart som först beskrevs av Axel Leonard Melander 1927.  Neohybos derodactylus ingår i släktet Neohybos och familjen puckeldansflugor. Inga underarter finns listade i Catalogue of Life.